# 19ns Premis del Cinema Europeu
Els 19ns Premis del Cinema Europeu, presentats per l'Acadèmia del Cinema Europeu, van reconèixer l'excel·lència del cinema europeu. La cerimònia va tenir lloc el 2 de desembre de 2006 a l'Expo XXI de Varsòvia. Els presentadors de la cerimònia foren l'actor i director polonès Maciej Stuhr i l'actriu francesa Sophie Marceau. Vn començar amb un homenatge al director polonès Krzysztof Kieslowski, quie el 1988, any fundacional dels gulardons, va obtenir el premi a la millor pel·lícula per Krótki film o zabijaniu.

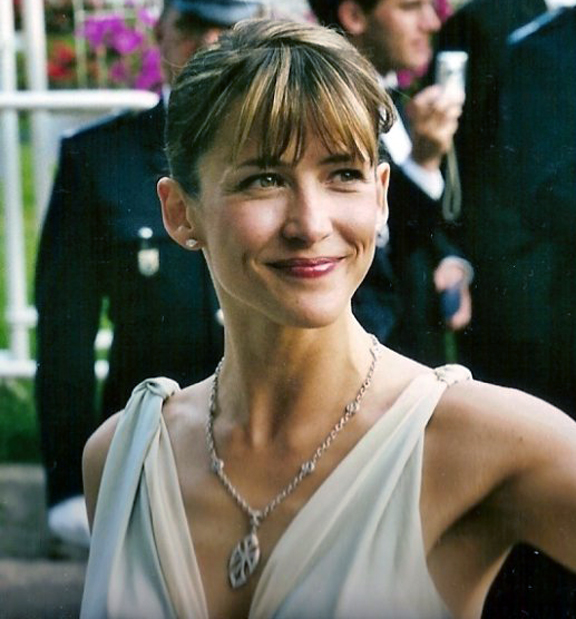
Sophie Marceau, presentadora

El 2006, l'Acadèmia de Cinema Europeu va fer més canvis als premis:
- van deixar de premiar la millor pel·lícula no europea després de deu anys;
- es va perdre el premi al millor muntatge europeu;
- es va aturar la votació del públic en les categories de millor director de cinema i millor actor i actriu.

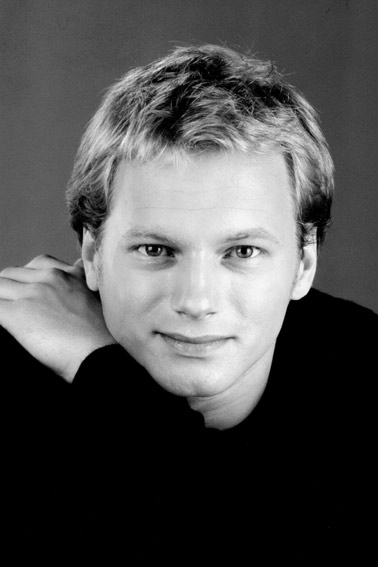
Maciej Stuhr, presentador

L'11 de setembre de 2006, l'Acadèmia de Cinema Europeu va publicar la llista de 49 llargmetratges considerats per al premi, vint dels quals eren proposats pels països amb més membres a l'Acadèmia, i vint-i-sis pel Consell d'Administració de l'EFA, amb la participació d'experts convidats. La llista de nominats per al premi es va elaborar amb els vots dels membres de l'acadèmia i es va anunciar el 6 de novembre al Festival de Cinema Europeu de Sevilla.
L'espanyola Volver de Pedro Almodóvar va rebre set nominacions, i l'alemanya La vida dels altres de Florian Henckel von Donnersmarck en va rebre sis, i l'irlandesa The Wind That Shakes the Barley de Ken Loach quatre. Finalment, la gran guanyadora va ser la pel·lícula espanyola: premi al millor director per Pedro Almodóvar, a la millor actriu per Penélope Cruz, al millor compositor per Alberto Iglesias i el premi del públic a la millor pel·lícula. El premi a la millor pel·lícula europea, però, va ser per a La vida dels altres, el seu protagonista Ulrich Mühe va guanyar el millor actor, i el seu director també va rebre el premi al millor guionista. Barry Ackroyd, que va crear el món visual del drama de Ken Loach, va rebre el premi a la millor fotografia. El productor Jeremy Thomas va rebre el premi a la millor contribució europea i el director polonès Roman Polanski va rebre el premi a la trajectòria.

## Pel·lícules seleccionades
1. 9 rota (9 ротa) - director: Fíodor Bondartxuk
2. 12:08 East of Bucharest – director: Corneliu Porumboiu
3. Äideistä parhain - director: Klaus Härö
4. Anche libero va bene  - director: Kim Rossi Stuart
5. Blóðbönd - dirigida per Árni Ólafur Ásgeirsson
6. Esmorzar a Plutó dirigit per Neil Jordan
7. La vida dels altres - director: Florian Henckel von Donnersmarck
8. Den brysomme mannen - director: Jens Lien
9. Drabet dirigit per Per Fly
10. Een ander zijn geluk - director: Fien Troch
11. Efter brylluppet dirigit per Susanne Bier
12. Fehér tenyér - director: Hajdu Szabolcs
13. Flandres) - director: Bruno Dumont
14. Free Jimmy dirigit per Christopher Nielsen
15. Garpastum - director: Aleksei Alekseievitx Guerman
16. Grbavica - director: Jasmila Žbanić
17. İklimler - director: Nuri Bilge Ceylan
18. Il caimano - dirigida per Nanni Moretti
19. Dies de glòria - dirigida per Rachid Bouchareb
20. Je ne suis pas là pour être aimé - director: Stéphane Brizé
21. Juventude em Marcha - director: Pedro Costa
22. Karaula - dirigit per Rajko Grlić
23. Karov La Bayit - dirigida per Dalia Hager i Vidi Bilu
24. Komornik - director: Feliks Falk
25. L'amico di famiglia - dirigit per Paolo Sorrentino
26. La Science des rêves - director: Michel Gondry
27. La vida secreta de les paraules - director: Isabel Coixet
28. Laitakaupungin valot dirigit per Aki Kaurismäki
29. Langer licht - director: David Lammers
30. Le petit lieutenant - director: Xavier Beauvois
31. Leidi Zi - director: Georgi Djulgerov
32. Liubi - dirigida per Layia Yiourgou
33. Persona non grata - director: Krzysztof Zanussi
34. Pride & Prejudice dirigida per Joe Wright
35. Princesas - director: Fernando León de Aranoa
36. Princess - director: Anders Morgenthaler
37. Requiem - director: Hans-Christian Schmid
38. Novel·la criminal - director: Michele Placido
39. Salvador (Puig Antich) dirigit per Manuel Huerga
40. Sommer '04 - director: Stefan Krohmer
41. Sommer vorm Balkon - director: Andreas Dresen
42. Spiele Leben - dirigida per Antonin Svoboda
43. Štĕstí - director: Bohdan Sláma
44. Taxidermia - director: György Pálfi
45. The Road to Guantánamo dirigit per Michael Winterbottom
46. The Wind That Shakes the Barley dirigit per Ken Loach
47. Vitus - director: Fredi M. Murer
48. Volver - director: Pedro Almodóvar
49. Zozo dirigit per Josef Fares

## Guanyadors i nominats
Els guanyadors estan en fons groc i en negreta.

### Millor pel·lícula europea
| Títol                           | Director(s)                          | Productor(s)               | País                                             |
| ------------------------------- | ------------------------------------ | -------------------------- | ------------------------------------------------ |
| La vida dels altres             | Florian Henckel von Donnersmarck     | Max Wiedemann, Quirin Berg | Alemanya                                         |
| Esmorzar a Plutó                | Neil Jordan                          | Stephen Woolley            | Irlanda Regne Unit                               |
| Grbavica                        | Jasmila Žbanić                       | Tanja Aćimović             | Bòsnia i Hercegovina, Àustria, Alemanya, Croàcia |
| The Road to Guantanamo          | Michael Winterbottom, Mat Whitecross | Melissa Parmenter          | Regne Unit                                       |
| Volver                          | Pedro Almodóvar                      | Agustín Almodóvar          | Espanya                                          |
| The Wind That Shakes the Barley | Ken Loach                            | Rebecca O'Brien            | Irlanda Regne Unit, Alemanya, Itàlia, Espanya    |

### Premi Fassbinder
| Títol        | Director(s)       | Productor(s)                   | País             |
| ------------ | ----------------- | ------------------------------ | ---------------- |
| 13 Tzameti   | Géla Babluani     | Géla Babluani                  | França / Geòrgia |
| Z odzysku    | Sławomir Fabicki  | Łukasz Dzięcioł Piotr Dzięcioł | Polònia          |
| Pingpong     | Matthias Luthardt | Niklas Baümer                  | Alemanya         |
| Friss levegö | Ágnes Kocsis      | -                              | Hongria          |

### Millor director europeu
| Receptor(s)                           | Títol                           |
| ------------------------------------- | ------------------------------- |
| Pedro Almodóvar                       | Volver                          |
| Susanne Bier                          | Efter brylluppet                |
| Emanuele Crialese                     | Nuovomondo                      |
| Florian Henckel von Donnersmarck      | La vida dels altres             |
| Ken Loach                             | The Wind That Shakes the Barley |
| Michael Winterbottom · Mat Whitecross | The Road to Guantanamo          |

### Millor actriu europea
| Receptor(s)       | Títol                           |
| ----------------- | ------------------------------- |
| Penélope Cruz     | Volver                          |
| Nathalie Baye     | Le petit lieutenant             |
| Martina Gedeck    | La vida dels altres             |
| Sandra Hüller     | Requiem                         |
| Mirjana Karanović | Grbavica                        |
| Sarah Polley      | La vida secreta de les paraules |

### Millor actor europeu
| Receptor(s)        | Títol                                            |
| ------------------ | ------------------------------------------------ |
| Ulrich Mühe        | La vida dels altres                              |
| Patrick Chesnais   | Je ne suis pas là pour être aimé                 |
| Jesper Christensen | Drabet                                           |
| Mads Mikkelsen     | Efter brylluppet                                 |
| Cillian Murphy }   | The Wind That Shakes the Barley Esmorzar a Plutó |
| Silvio Orlando     | Il caimano                                       |

### Millor guió europeu
| Receptor(s)                      | Títol                           |
| -------------------------------- | ------------------------------- |
| Florian Henckel von Donnersmarck | La vida dels altres             |
| Pedro Almodóvar                  | Volver                          |
| Paul Laverty                     | The Wind That Shakes the Barley |
| Corneliu Porumboiu               | 12:08 East of Bucharest         |

### Millor fotografia
| Receptor(s)       | Títol                           |
| ----------------- | ------------------------------- |
| Barry Ackroyd     | The Wind That Shakes the Barley |
| José Luis Alcaine | Volver                          |
| Roman Osin        | Pride and Prejudice             |
| Timo Salminen     | Laitakaupungin valot            |

### Millor compositor
| Receptor(s)                     | Títol               |
| ------------------------------- | ------------------- |
| Alberto Iglesias                | Volver              |
| Tuomas Kantelinen               | Äideistä parhain    |
| Dario Marianelli                | Pride and Prejudice |
| Gabriel Yared · Stéphane Moucha | La vida dels altres |

### Millor documental - Prix arte
| Títol                    | Director(s)          | País          |
| ------------------------ | -------------------- | ------------- |
| Die Grosse Stile         | Philip Gröning       | Alemanya      |
| 37 Uses for a Dead Sheep | Ben Hopkins          | Regne Unit    |
| Dreaming by Numbers      | Anna Bucchetti       | Països Baixos |
| La casa de mi abuela     | Adán Aliaga          | Espanya       |
| Maradona, un gamin en or | Jean-Christophe Rosé | França        |
| Moadon beit hakvarot     | Tali Shemesh         | Israel        |
| Rybak i tantsovshitsa    | Valeri Solomin       | Rússia        |
| Unser täglich Brot       | Nikolaus Geyrhalter  | Àustria       |

### Millor curtmetratge
Els nominats al millor curtmetratge foren seleccionats per un jurat independent a diversos festivals de cinema d'arreu d'Europa.
| Títol                     | Director(s)                    | País       | Festival                  |
| ------------------------- | ------------------------------ | ---------- | ------------------------- |
| Before Dawn               | Bálint Kenyeres                | Hongria    | Festival de Tampere       |
| Delivery                  | Till Nowak                     | Alemanya   | Festival de Gant          |
| Vincent                   | Giulio Ricciarelli             | Alemanya   | Seminci                   |
| Pistache                  | Valérie Pirson                 | França     | Festival d'Angers         |
| Meander                   | Joke Liberge                   | Bèlgica    | Festival de Rotterdam     |
| El Cerco                  | Ricardo Íscar Nacho Martín     | Espanya    | Festival de Berlín        |
| For intérieur             | Patrick Poubel                 | França     | Festival de Cracòvia      |
| Sniffer                   | Bobbie Peers                   | Noruega    | Festival de Grimstad      |
| By the Kiss               | Yann Gonzalez                  | França     | Festival de Vila do Conde |
| Zakaria                   | Gianluca Massimiliano De Serio | Itàlia     | Festival d'Edimburg       |
| Sretan put nedime         | Marko Šanti                    | Eslovènia  | Festival de Sarajevo      |
| The Making of Parts       | Daniel Elliott                 | Regne Unit | Festival de Venècia       |
| Comme un air              | Yohann Gloaguen                | França     | Festival de Drama         |
| Aldrig som första gången! | Jonas Odell                    | Suècia     | Festival de Cork          |

### Millor direcció artística
| Persona                          | Activitat           | Pel·lícula           |
| -------------------------------- | ------------------- | -------------------- |
| Pierre Pell · Stéphane Rozenbaum | Directors artístics | La Science des rêves |

### Premis del Públic
Els guanyadors dels Premis Jameson Escollit pel Públic van ser escollits per votació en línia.
| Pel·lícula                                      | Director                          | País       |
| ----------------------------------------------- | --------------------------------- | ---------- |
| Volver                                          | Pedro Almodóvar                   | Espanya    |
| Adams æbler                                     | Anders Thomas Jensen              | Dinamarca  |
| Elementarteilchen                               | Oskar Roehler                     | Alemanya   |
| L'Enfant                                        | Jean-Pierre Dardenne Luc Dardenne | Bèlgica    |
| Joyeux Noël                                     | Christian Carion                  | França     |
| La Marche de l'empereur                         | Luc Jacquet                       | França     |
| Oliver Twist                                    | Roman Polański                    | Regne Unit |
| Paradise Now                                    | Hany Abu-Assad                    | Palestina  |
| Pride and Prejudice                             | Joe Wright                        | Regne Unit |
| Novel·la criminal                               | Michele Placido                   | Itàlia     |
| Štĕstí                                          | Bohdan Sláma                      | Txèquia    |
| Wallace & Gromit: La maledicció de les verdures | Steve Box Nick Park               | Regne Unit |

### Premi FIPRESCI
- Les Amants réguliers de Philippe Garrel

### Premi del mèrit europeu al Cinema Mundial
- Jeremy Thomas

### Premi a la carrera
- Roman Polanski

## Galeria

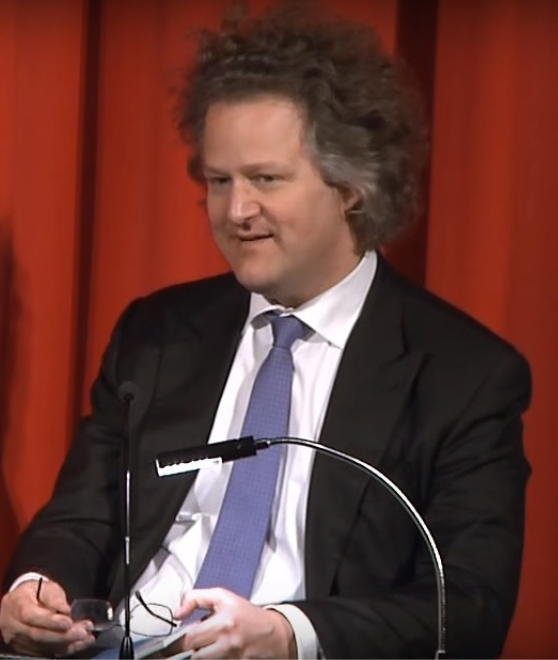
Florian Henckel von Donnersmarck, millor pel·lícula i millor guió
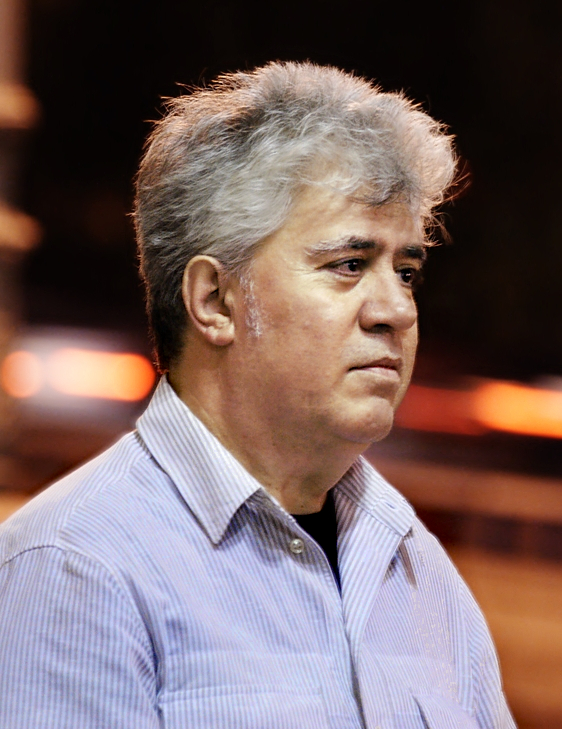
Pedro Almodóvar, millor director
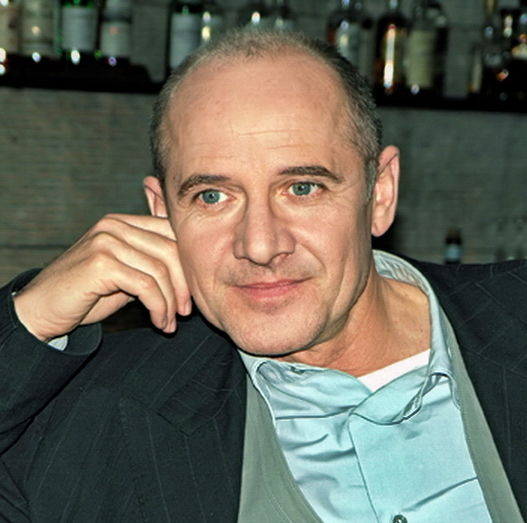
Ulrich Mühe, premi al millor actor
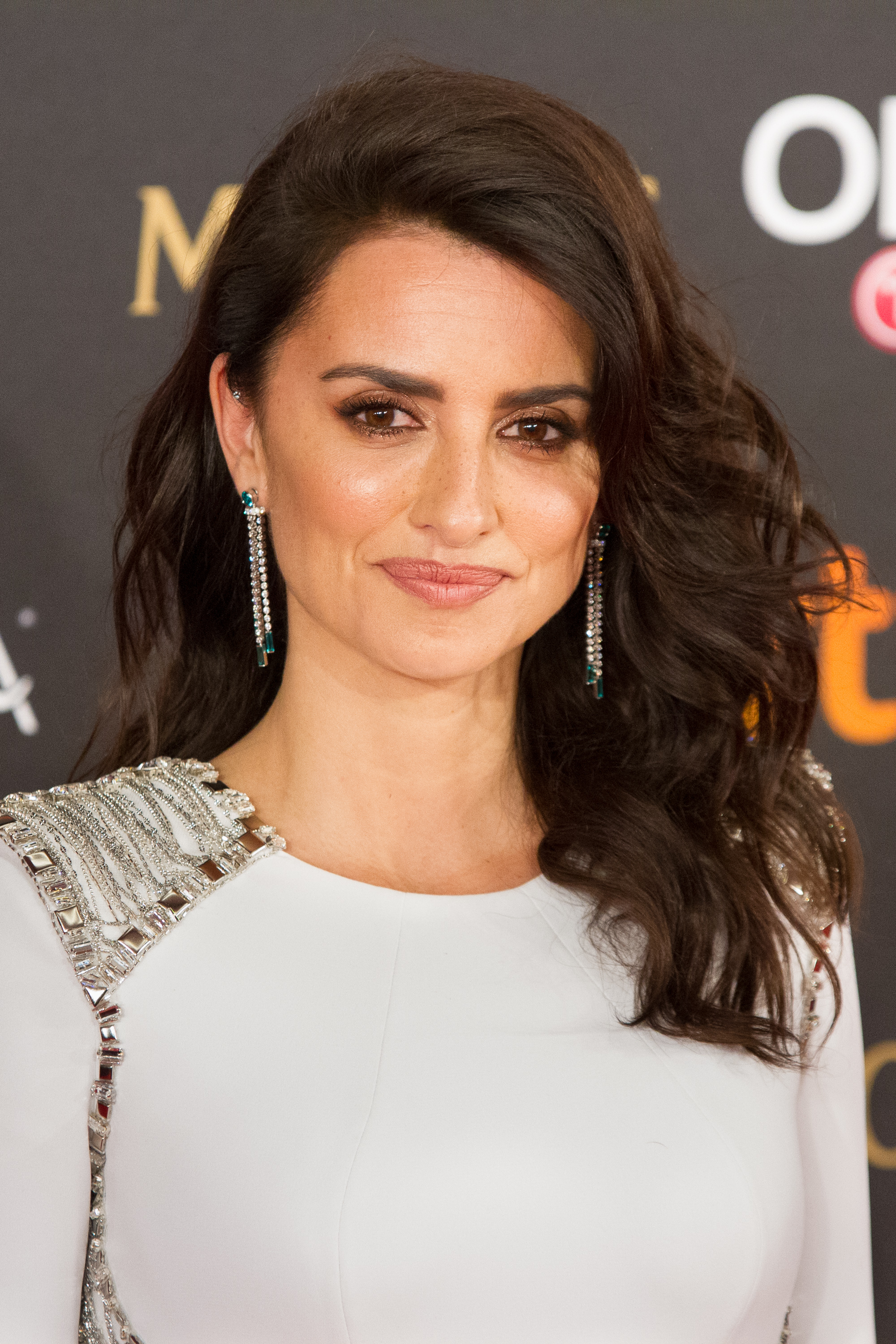
Penélope Cruz, premi a la millor actriu
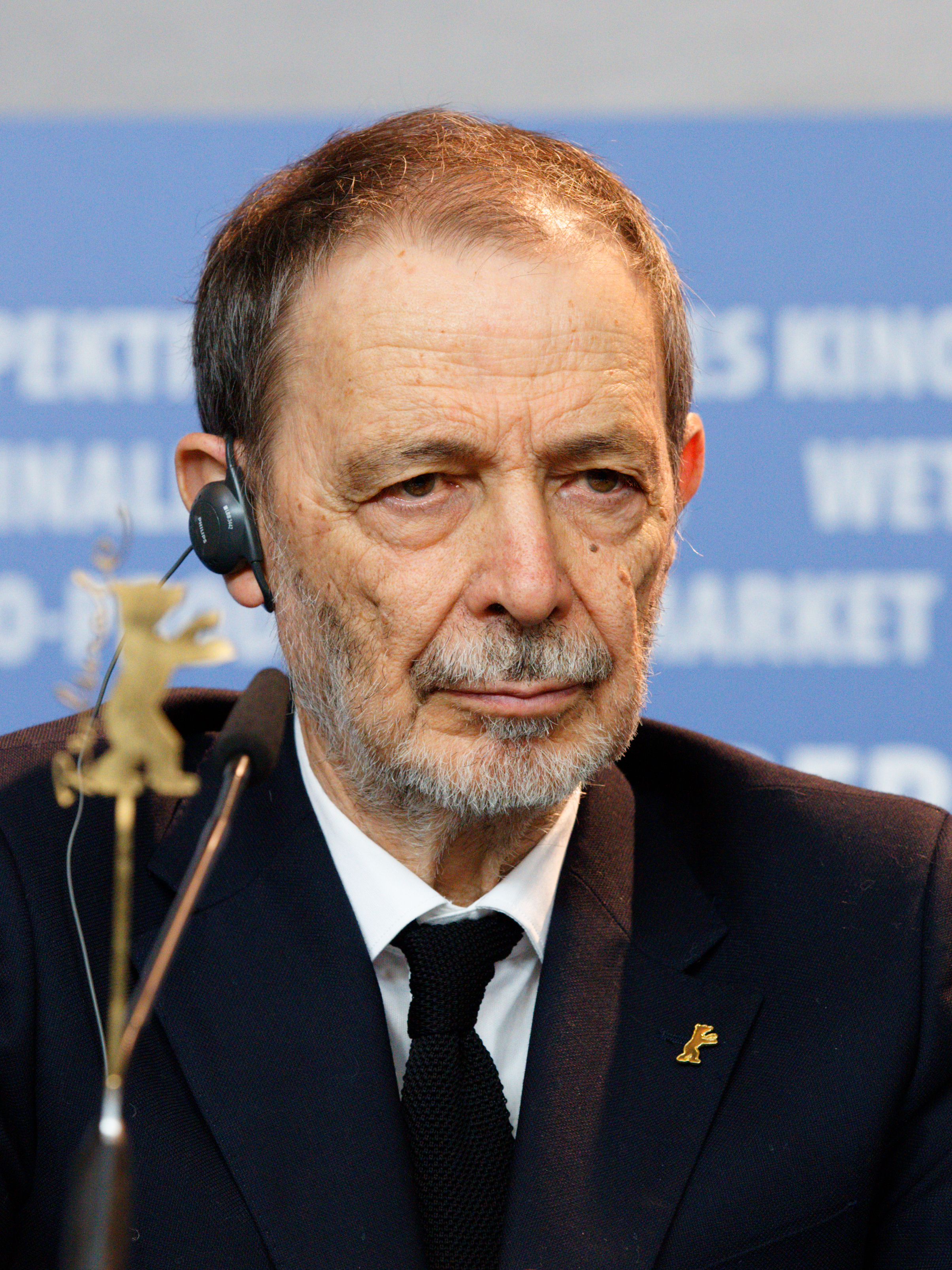
José Luis Alcaine, millor fotografia
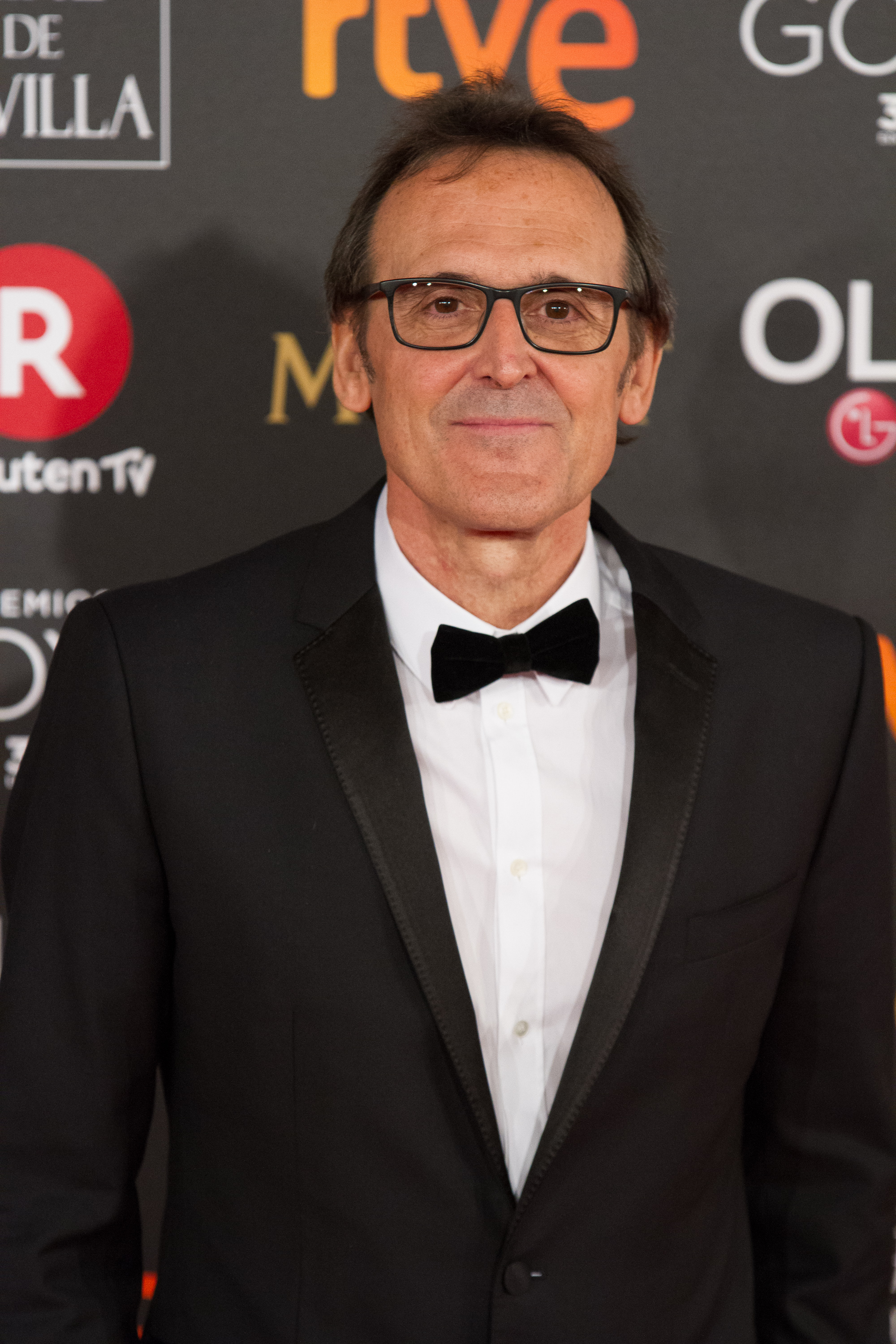
Alberto Iglesias, millor compositor
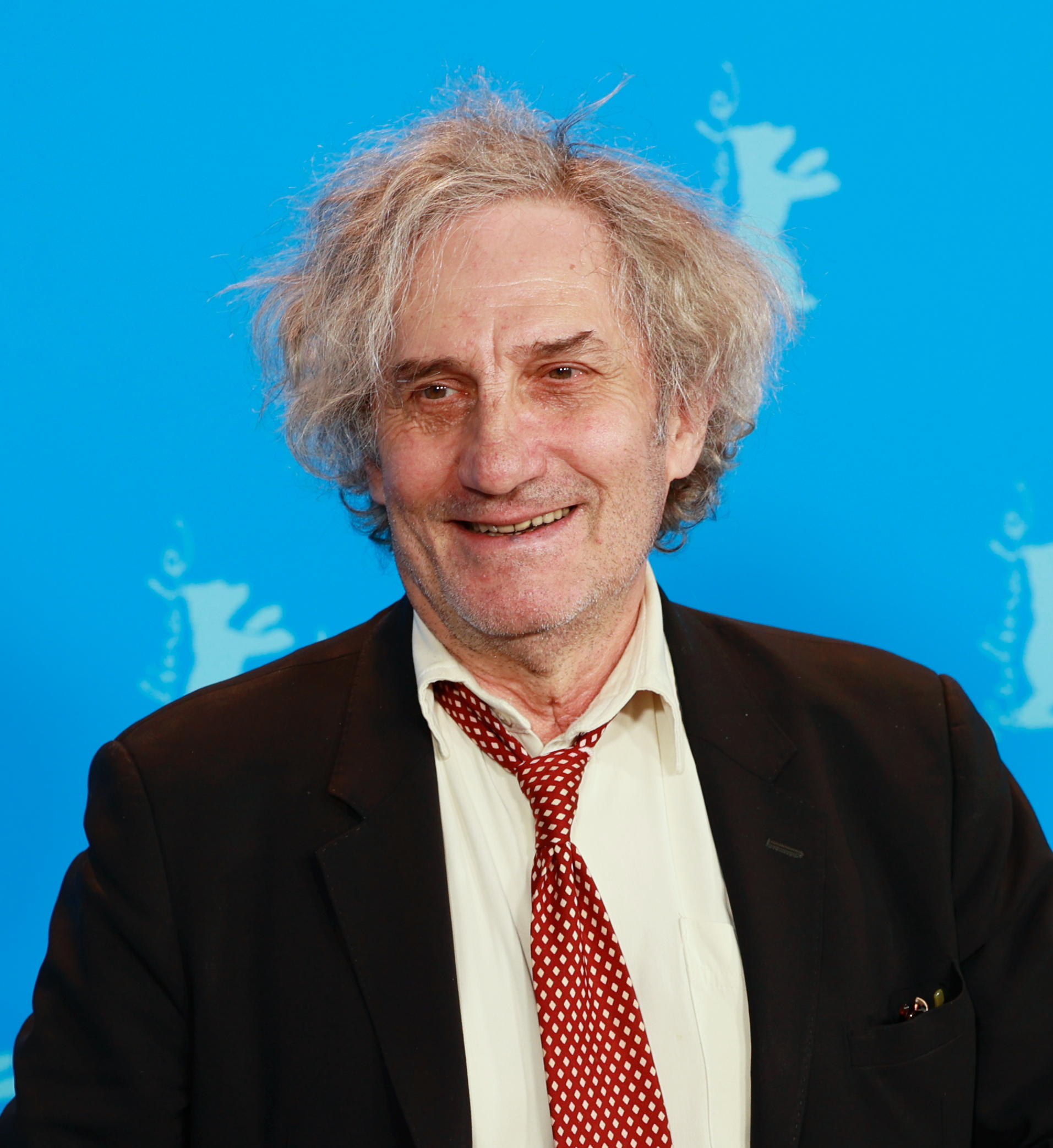
Philippe Garrel, premi Fipresci
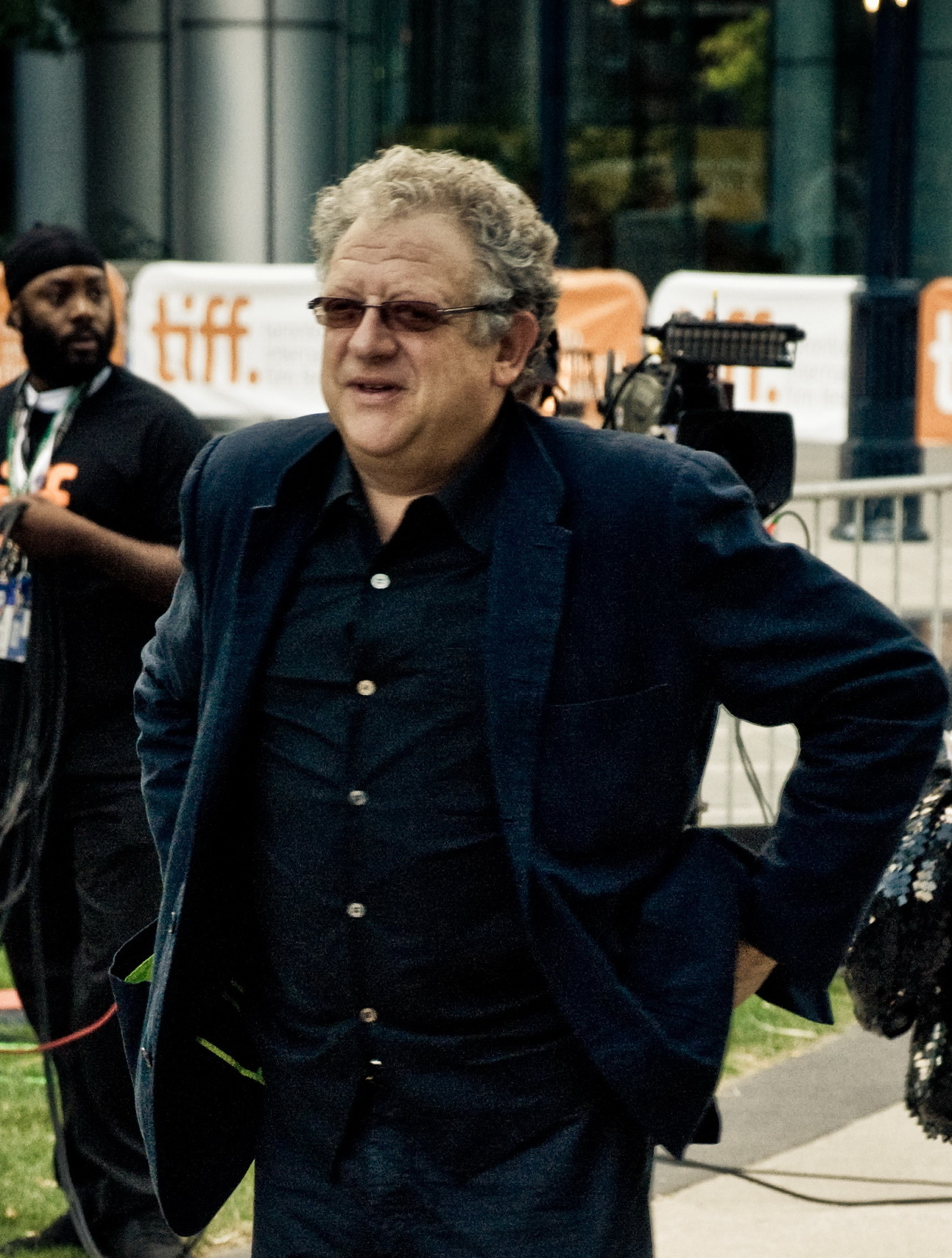
Jeremy Thomas, premi del mèrit europeu
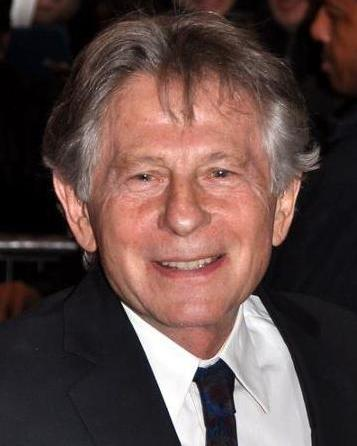
Roman Polanski, premi a la trajectòria